# CS Dinamo București (handboll)
Clubul Sportiv Dinamo București (CS Dinamo București) är en rumänsk idrottsföreningen CS Dinamo Bucureștis handbollssektion, från Bukarest. Laget bildades 1953.

## Meriter i urval
- Europacupmästare 1965 (nuvarande Champions League)
- Cupvinnarcupmästare 1983
- Rumänska mästare 19 gånger: 1959, 1960, 1961, 1962, 1964, 1965, 1966, 1978, 1986, 1995, 1997, 2005, 2016, 2017, 2018, 2019, 2021, 2022, 2023

## Spelare i urval
- Luka Cindrić (2023–)
- Adrian Cosma
- Cornel Penu (1968–1980)
- Gustav Rydergård (2014–2015)
- Cédric Sorhaindo (2021–)
- Cristian Zaharia (1984–1990)
- Ali Zein (2022–)